# Брант, Питер
Питер Брант (англ. Peter A. (Astbury) Brunt; 23 июня 1917, Колсдон, Большой Лондон[…] — 5 ноября 2005, Оксфорд, Юго-Восточная Англия) — британский историк-антиковед, специалист в особенности по древнеримской истории, член Британской академии (1969). С 1970 по 1982 год Camden Professor of Ancient History Оксфорда (эмерит).
Родился в семье методистского священника, был единственным ребенком; его отец умер, когда Питер был еще весьма юн. Окончил Ipswich School. В 1935 году выиграл открытую стипендию в оксфордский Ориел-колледж, для изучения истории. В 1939 году окончил с отличием. К активной воинской службе был непригоден по медицинским показаниям.
В 1940-45 служил в Minister of Shipping. Затем с 1946 года старший Demyship в Magdalen College, Oxford (по 1947). Работал там над докторской о влиянии стоицизма в Риме, под началом Hugh Last. Занимался в Британской школе в Риме.
В 1947-51 лектор античной истории Сент-Эндрюсского университета. В 1951-67 феллоу и тьютор Ориел-колледжа, также его декан (1959-64), впоследствии почётный феллоу (1973). Являлся редактором Oxford Magazine.
В 1968-70 феллоу кембриджского колледжа Гонвилл-энд-Киз. В 1970-82 феллоу Брасенос-колледжа. Президент Society for the Promotion of Roman Studies (1980-83). С 1982 года в отставке. Член правления Британской школы в Риме (1972-87).
Ученик Р. Сайма.
Иногда он сожалел, что не стал историком современности.
Со временем его внимание всё больше занимал римский стоицизм. Испытал влияние Джеффри де Сент-Круа. В период с 1951 по 1968 год занимался тематикой античного рабства. Исследователь и переводчик Фукидида, биограф Александра Македонского. Многажды публиковался в Journal of Roman studies.
Автор многих работ, книг Social Conflicts in the Roman Republic (1971), The Fall of the Roman Republic and Related Essays (1988), Roman Imperial Themes (1990), Greek history Studies in Greek History and Thought (1993).
Холостяк. Атеист.